# Didier Tholot
Didier Tholot (* 2. April 1964 in Feurs) ist ein ehemaliger französischer Fußballspieler und heutiger -trainer.

## Trainerkarriere
Tholot begann seine Trainerkarriere am 1. Juli 2002 als Spielertrainer beim Schweizer Fußballklub Vevey. Nach einer erfolgreichen Saison kam Tholot im Sommer 2003 als Spielertrainer zurück zum Schweizer Traditionsverein Sion. Der Verband akzeptierte das französische Diplom Tholots allerdings nicht, worauf er den Verein nach nur einer Saison wieder verlassen musste. In seiner Heimat führte Tholot Libourne Saint-Seurin in die zweithöchste Liga (Ligue 2), ehe der Abstieg folgte.
Tholot unterschrieb danach im Sommer 2008 bei Reims. Ihm wurde jedoch bereits am 25. Dezember 2008 vorzeitig gekündigt. Am 14. April 2009 wurde Didier Tholot als Trainer von FC Sion bekanntgegeben. Er unterschrieb im Mai 2009 einen Vertrag für die Dauer von zwei Spielzeiten. Am 21. Mai 2010 wurde bekannt gegeben, dass Tholots Vertrag beim FC Sion aufgelöst werde. Anschließend war er mehr als drei Jahre für den französischen Zweitligisten La Berrichonne Châteauroux tätig, wo seine Arbeit Ende Oktober 2013 gleichfalls ein vorzeitiges Ende fand.
Im Dezember 2014 unterschrieb Tholot zum dritten Mal einen Trainervertrag beim FC Sion. Der Kontrakt dauert bis Ende der Saison 2014/2015. Nach einem gemeinsamen Austausch am 12. August 2016 haben Christian Constantin und Didier Tholot einvernehmlich beschlossen, ihre Zusammenarbeit zu beenden.
Nach Engagements in Frankreich bei der AS Nancy und dem FC Pau, den er 2021 in die Ligue 2 geführt hatte, kehrte Tholot zur Saison 2023/24 ein viertes Mal zum FC Sion zurück.

## Erfolge
- Schweizer Cup: 2009, 2015